# Istár-kapu

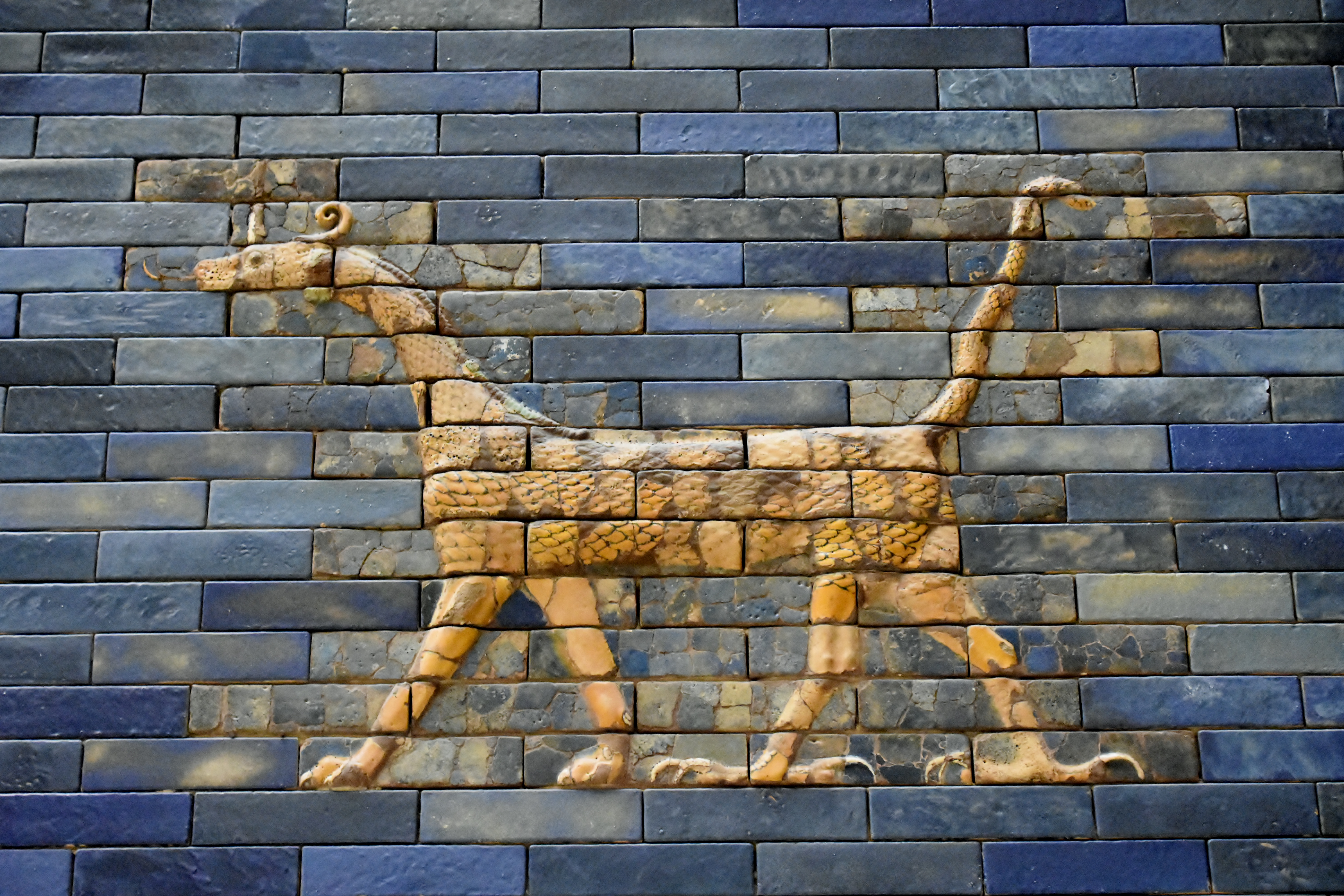

Az Istár-kapu Babilon egyik városkapuja volt és a felvonulási úttal együtt végleges formájában II. Nabú-kudurri-uszur babiloni király uralkodása idején (Kr. e. 605–562) épült fel. Babilon Babilónia fővárosa volt, az Eufrátesz partján feküdt, a mai Irak központi területén.
Az Istár-kapu 1930 óta a berlini Elő-ázsiai Múzeumban található, amely a Berlini Állami Múzeumok része és helyileg a Pergamon Múzeum déli épületszárnyának alagsorában és földszintjén található. II. Nabú-kudurri-uszur idejében Babilonban geometrikus Marduk-szentély épült, a zikkurat (Bábel tornya) lépcsőzetesen emelkedett a magasba, itt voltak a híres függőkertek és a káprázatos királyi palota. Az erődített városfalon nyíló északi kaputól, az Istár-kaputól vezetett a felvonulási útvonal a szent kerület felé, melynek belső falait bikákkal és a babilóniai mitológia fő istenségének egyik alakjával, a mushussu oroszlánhoz hasonló domborműveivel díszített színes kerámiatégla borítja. Bár összesen öt városkapu létezett (az Istár-kapu mellett, még a Marduk-kapu, a Zababa-kapu, az Urasch-kapu és egy ismeretlen nevű a déli városfalban) az Istár-kapu volt a legmonumentálisabb és legdíszesebb.

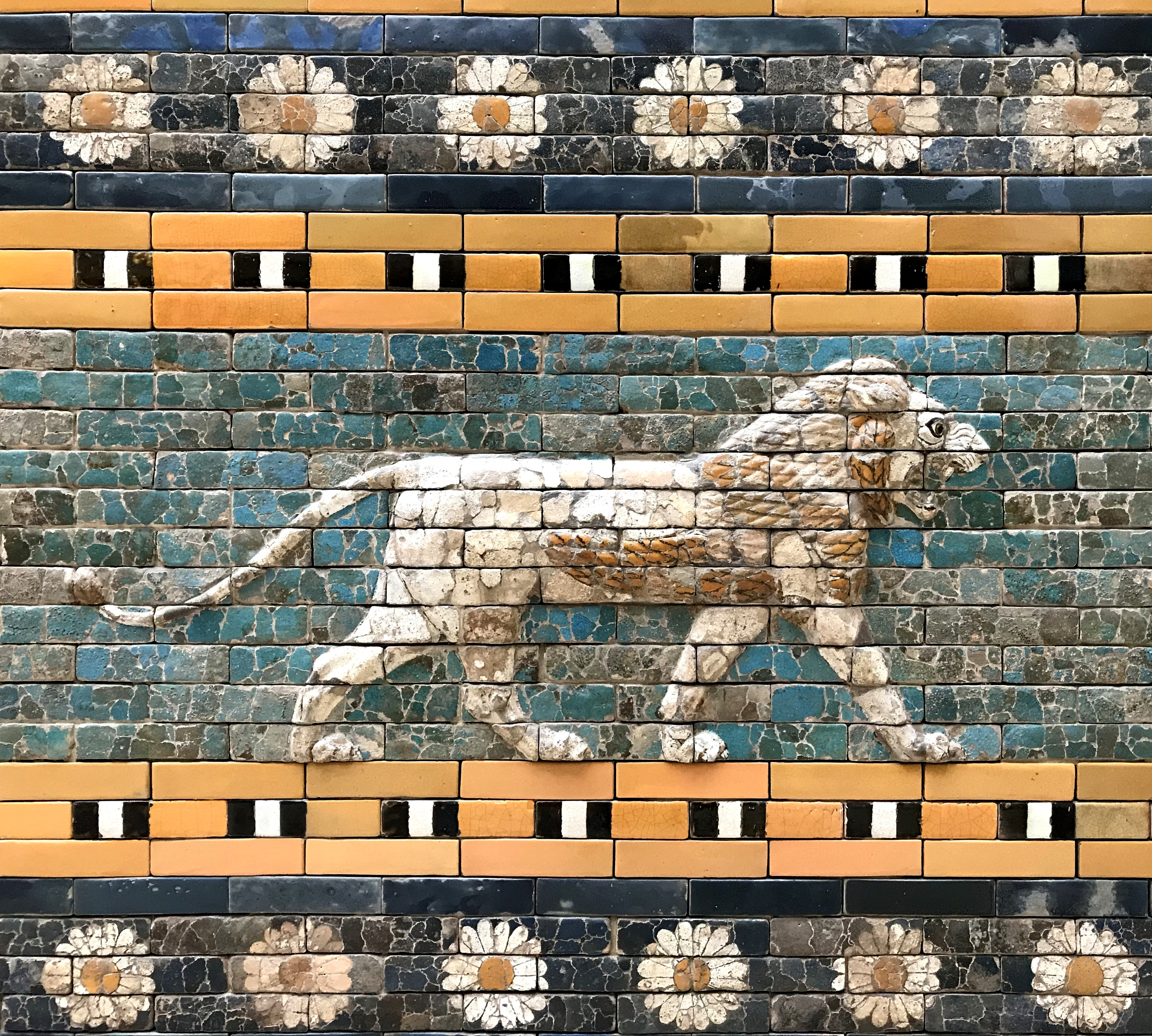
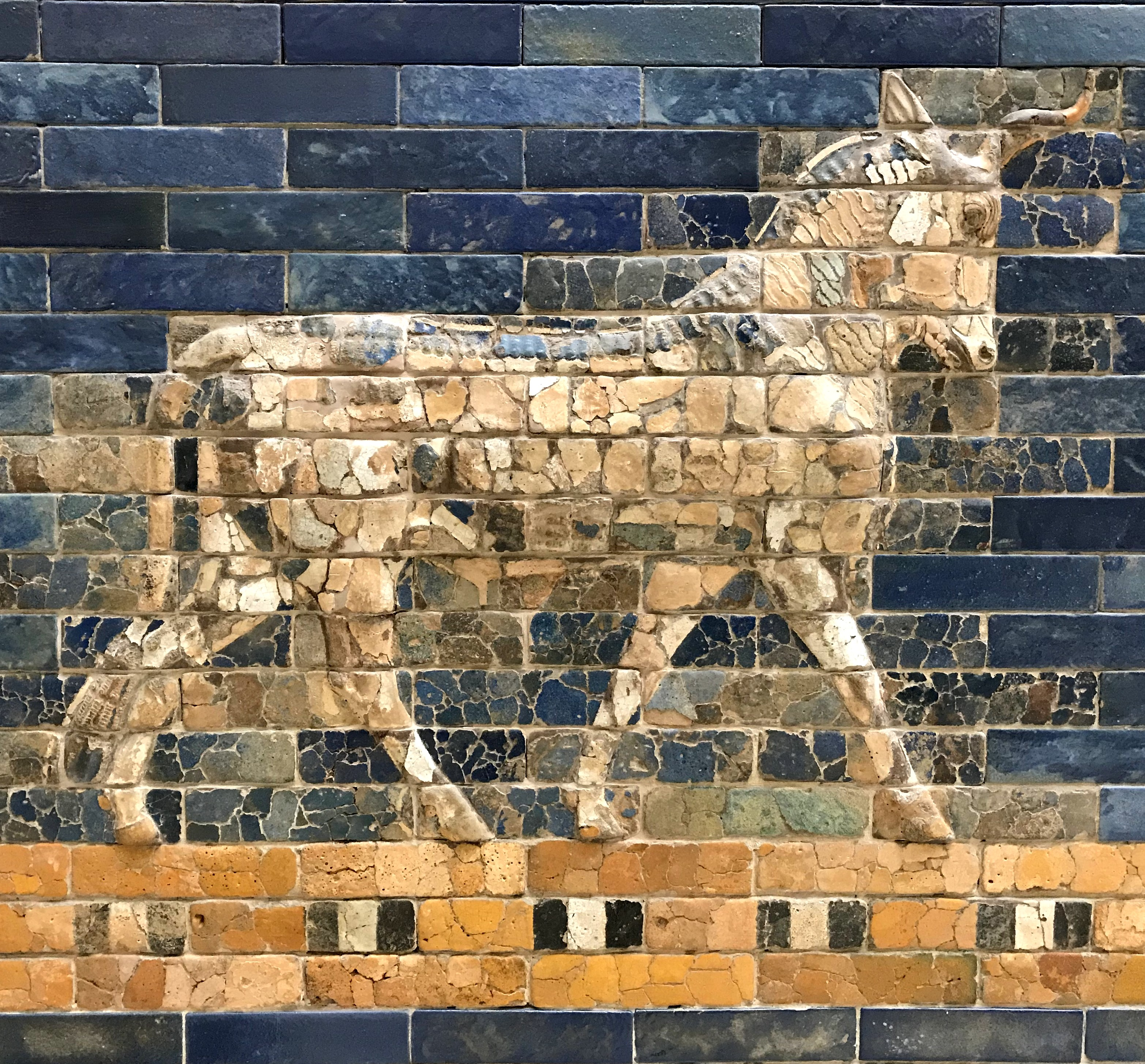
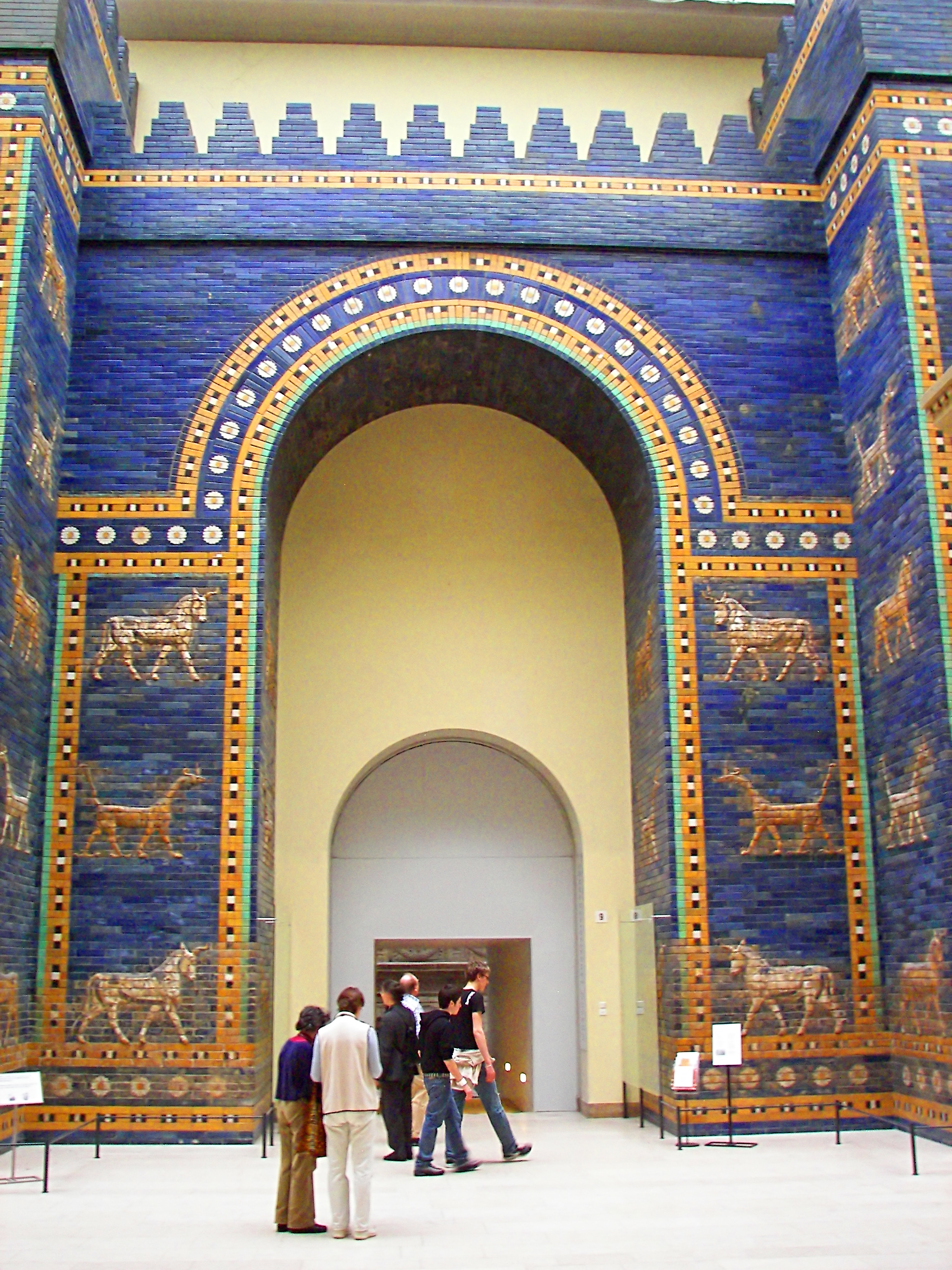
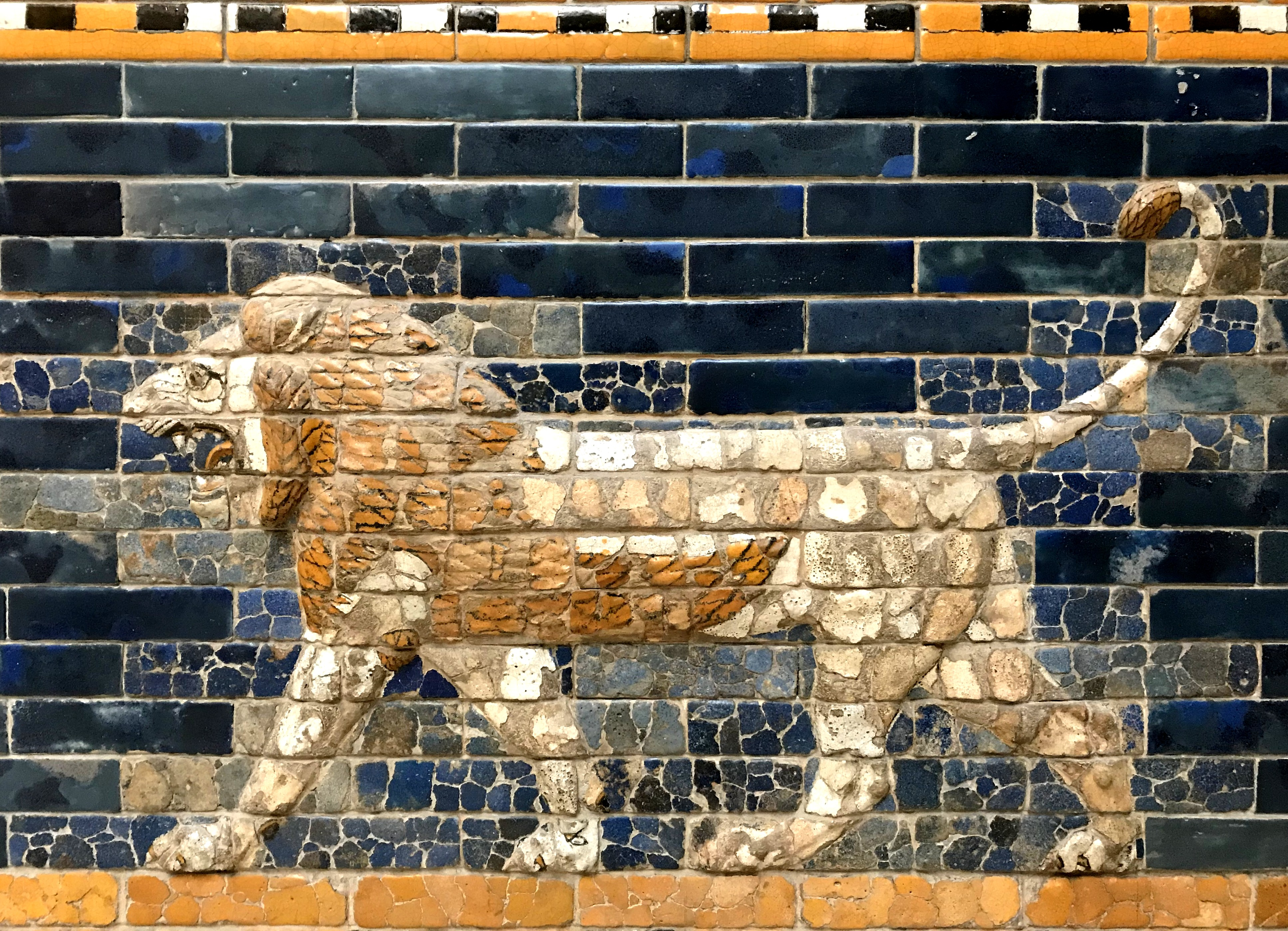
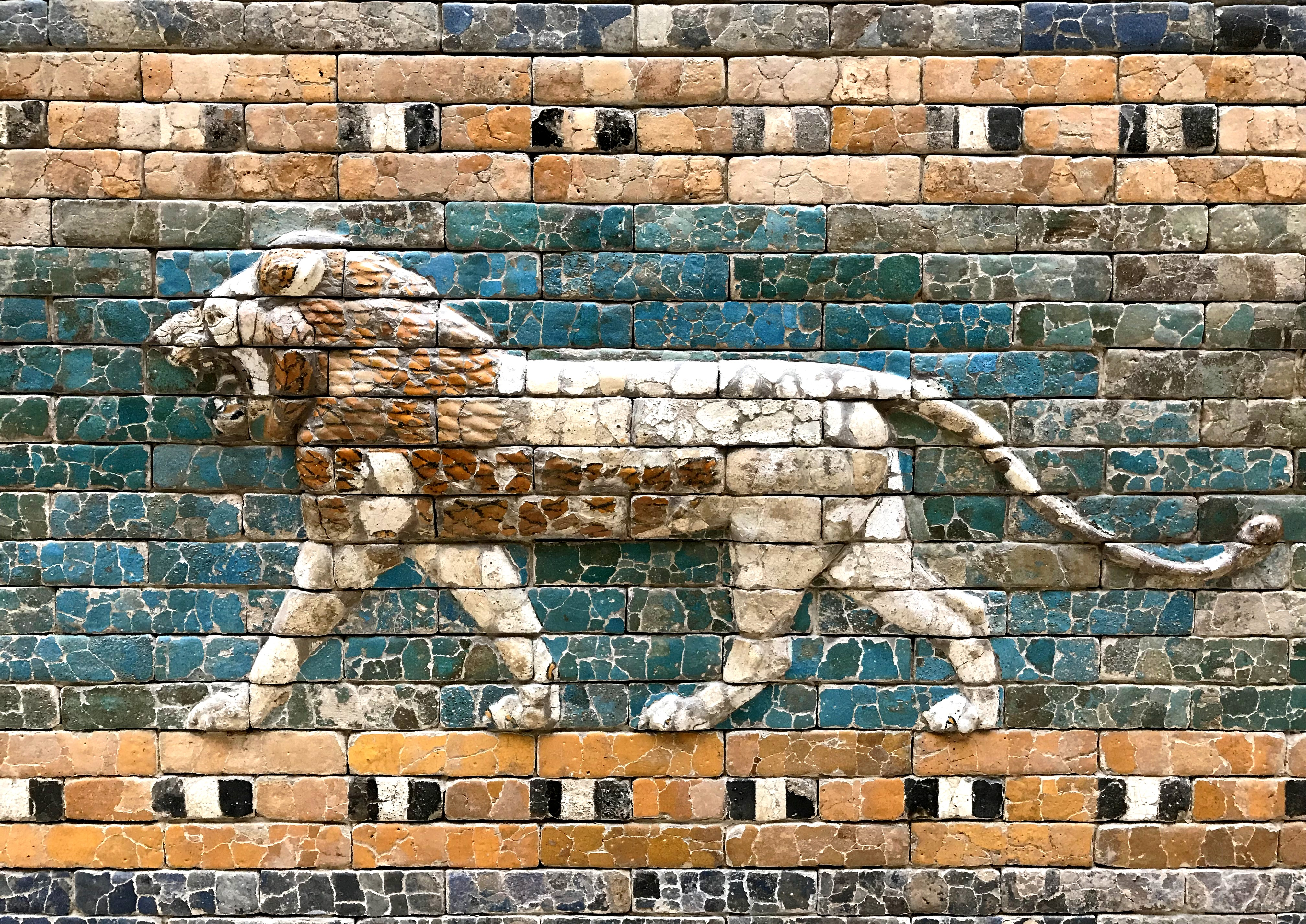